# Wilhelm Richter (Bildhauer)
Wilhelm Richter (geboren 1599/1600 in Bielefeld, Grafschaft Ravensberg; begraben 22. September 1667 in Danzig, Polnisch-Preußen) war ein deutscher Bildhauer in Danzig.

## Leben
Wilhelm Richter war Mitarbeiter von Abraham van den Blocke. 1628 heiratete er nach dessen Tod die Witwe Elisabeth geborene Kramer und übernahm die Werkstatt. Er wohnte am Holzmarkt, die Arbeitsorte befanden sich am benachbarten Kohlenmarkt.
1629 erhielt Richter nach seinem Meisterstück das Danziger Bürgerrecht.
Zwischen 1630 und 1660 war er meist Mitglied der Maurer-, Steinmetz- und Bildhauerzunft der Stadt, einige Jahre auch deren Vorsitzender. Er hatte über 30 Schüler und etwa 60 Mitarbeiter, darunter auch Andreas Schlüter.
Wilhelm Richter starb 1667 im Alter von 67 Jahren und wurde am 22. September an der Marienkirche bestattet.

## Werk (Auswahl)
Wilhelm Richter beendete zunächst einige Arbeiten von Abraham van den Blocke, darunter den Neptunbrunnen in Danzig, der 1634 aufgestellt wurde. Danach schuf er unter anderem Steinmetzarbeiten am Jakobstor (1636, einzelne Elemente an anderer Stelle erhalten) und das Portal des Rechtstädtischen Rathauses (1645, nicht erhalten), außerdem Grabmäler und Epitaphe, einige Altäre und weitere Arbeiten in Danzig und anderen Orten.